# Lungsund
Lungsund is een plaats in de gemeente Storfors in het landschap Värmland en de provincie Värmlands län in Zweden. De plaats heeft 70 inwoners (2005) en een oppervlakte van 15 hectare. De plaats ligt aan de meren Lungen en Öjevättern, deze meren zijn door een smal stuk water met elkaar verbonden, over dit smalle stuk water ligt een brug.